# Демиды
Демиды (бел. Дземіды) — деревня в Ельском районе Гомельской области Белоруссии. Входит в состав Скороднянского сельсовета.
На юге, севере и западе граничит с лесом.

## География

### Расположение
В 35 км на юго-запад от Ельска, в 14 км от железнодорожной станции Словечно (на линии Калинковичи — Овруч), в 212 км от Гомеля.

## Транспортная сеть
Транспортные связи по просёлочной, затем автомобильной дороге Скородное — Ельск. Планировка состоит из короткой, прямолинейной, меридиональной улицы, застроенной деревянными домами усадебного типа.

## История
По письменным источникам известна с XIX века как хутор в Скороднянской волости Мозырского уезда Минской губернии. В 1879 году упоминается как селение Скороднянского церковного прихода.
В 1931 году жители вступили в колхоз. Во время Великой Отечественной войны в июне 1943 года оккупанты сожгли деревню и убили 8 жителей. 13 жителей погибли на фронте. В 1959 году в составе совхоза «Скороднянский» (центр — деревня Скородное).

## Население

### Численность
- 2004 год — 15 хозяйств, 25 жителей.

### Динамика
- 1897 год — 4 двора, 44 жителя (согласно переписи).
- 1908 год — 6 дворов, 47 жителей.
- 1917 год — 11 дворов.
- 1940 год — 19 дворов, 95 жителей.
- 1959 год — 97 жителей (согласно переписи).
- 2004 год — 15 хозяйств, 25 жителей.
- 2012 год - 8 жителей.